# 鲍志强 (市长)
鲍志强（1949年2月—），男，山东胶州人，中华人民共和国政治人物，中国共产党党员。辽宁大学经济系政治专业毕业，中共中央党校社会主义专业在职研究生学历。

## 生平
历任共青团辽宁省委副书记、书记，辽宁省旅游局局长，中共朝阳市委书记，中共泰安市委副书记、代市长、市长、市委书记，中共济南市委副书记、副市长、代市长、市长等职。2007年2月当选山东省人大常委会副主任，2011年2月因到任职年限辞职。